# Голубая лента (кинопремия)
«Голубая лента», реже упоминается как «Синяя лента» (яп. ブルーリボン賞 буру: рибон сё:, англ. Blue Ribbon Awards) — премия Японии в области кинематографа, присуждаемая сообществом киножурналистов и кинокритиков Токио, входящих в Ассоциацию токийских киножурналистов (яп. 東京映画記者会 то:кё: эйга кисякай).

## Основная информация
Премия была основана в 1950 году Ассоциацией токийских киножурналистов (яп. 東京映画記者会 Tōkyō Eiga Kishakai), в которую вошли пишущие о кино журналисты семи токийских спортивных изданий — известных в настоящее время как Sports Hochi (ранее «Хоти Симбун»), Daily Sports, Sankei Sports, Tōkyō Chūn'ichi Sports, Tōkyō Sports, Sports Nippon и Nikkan Sports, — а позднее и ряда других изданий.
В 1961 году шесть ведущих ежедневных газет Японии («Ёмиури симбун», «Асахи симбун», «Майнити симбун», «Санкэй симбун», «Токё симбун» и «Нихон кэйдзай симбун»), а также информационное агентство Japanese Associated Press решили отозвать свою поддержку премии, основав новую кинопремию премию Association of Japanese Film Journalists Awards (яп. 日本映画記者会賞 Nihon Eiga Kishakai Shō), которая, однако была вручена всего 6 раз. В 1967 году премия «Голубая лента» была упразднена на фоне серии политически-коррупционных скандалов, известных как «Чёрный туман», однако в 1975 вновь восстановлена, после чего существует по настоящее время.
Церемония награждения премией проводится в различных местах Токио, успехи фильмов и кинематографистов каждого года удостаиваются награды в феврале последующего. Как правило, на лауреатов премии в категориях «Лучший актёр» и «Лучшая актриса» возлагается обязанность ведения церемонии награждения следующего года.
«Голубая лента» является одной из наиболее престижных ежегодных кинопремий Японии, наряду с премиями «Кинэма Дзюмпо» и «Майнити», а также «Премией Японской академии»; удостоенные её картины достаточно часто высоко отмечаются международными фестивалями.

### Частичная статистика премии
(согласно официальной статистике в разделе «Рекорды» официального сайта премии)
Лауреаты наибольшего количества премий в целом (6-кратные лауреаты)
- Тосиро Мифунэ — как «Лучший актёр» (за 1951, 1961, 1965 годы), «Лучший актёр второго плана» (1987 год), спецпризы церемоний премии за 1961 и 1966 годы.
- Кон Итикава — как «Лучший режиссёр» (за 1959, 1960, 1962 годы), «Лучший сценарист» (за 1962 год), премия за фильм о японской культуре (за 1965; фильм «Токийская Олимпиада 1964 года»), «Лучший актёр второго плана» (1987 год), спецприз церемонии премии за 2008 год.

Лауреаты наибольшего количества премий в одной и той же актёрской категории
- За главные роли (по 3 премии) — Тосиро Мифунэ, Каори Момои[англ.], Хироюки Санада
- За роли второго плана (по 2 премии) — Дайсукэ Като, Кёко Кисида, Мицуко Байсё[яп.], Кумико Акиёси[яп.], Сумико Фудзи (она же ранее Дзюнко Фудзи), Тэруюки Кагава[яп.]

Лауреаты наибольшего количества премий в одной и той же неактёрской категории
- В категории «Лучший фильм» — Тадаси Имаи (5 премий), Акира Куросава (4 премии)
- В категории «Лучший режиссёр» — Тадаси Имаи (4 премии), Кон Итикава (3 премии), Такэси Китано (3 премии)
- В категории «Лучший сценарист» — Синобу Хасимото (5 премий)

Наиболее премированный фильм
- Награждение за 1951 год — фильм «Раннее лето» режиссёра Ясудзиро Одзу — премии в 5 категориях (лучший режиссёр, лучший актёр 2-го плана, лучшие актрисы 1-го и 2-го плана, лучший оператор-постановщик — Юхару Ацута)

## Категории награждения
Награда присуждается в следующих регулярных категориях:
- Лучший фильм
- Лучший фильм на иностранном языке
- Лучший режиссёр
- Лучший актёр
- Лучшая актриса
- Лучший актёр второго плана
- Лучшая актриса второго плана
- Лучший дебютант

На лауреатов премий «лучшему актёру» и «лучшей актрисе» возлагается обязанность ведения церемонии награждения следующего года.
В различные годы истории премии вводились и упразднялись и другие категории, включая лучшего сценариста, оператора, иностранного фильма и т. п., в определённых случаях использовались «специальные премии», которые, как и во многих других известных семействах премий, чаще всего давались по совокупности жизненных достижений кинематографиста, в том числе посмертно.
В 1953—1966 годах, до временного упразднения «Голубой ленты», выделялась также премия «Самому популярному артисту» (яп. 大衆賞 Taishū-shō, букв. «премия народа/масс», англ. Most popular artist award), присуждавшаяся известным актёрам, стабильно популярным в фильмах ряда лет. В разные годы её лауреатами были:
- 1953 — Кадзуо Хасэгава
- 1955 — Тиэдзо Катаока
- 1956 — Утаэмон Итикава
- 1957 — Кунио Ватанабэ[яп.]
- 1958 — Накамура Кинносукэ I
- 1959 — Рюносукэ Цукигата[англ.]
- 1960 — Кэйдзю Кобаяси[англ.]
- 1961 — Хибари Мисора
- 1962 — Дзюндзабуро Бан[англ.]
- 1963 — Синтаро Кацу
- 1964 — Саюри Ёсинага
- 1965 — Хитоси Уэки[англ.]
- 1966 — Юдзо Каяма[англ.]

## Лауреаты регулярных категорий по годам

### 1-я церемония награждения (за 1950 год)
- Лучший фильм: Когда мы встретимся вновь
- Лучший режиссёр: Тадаси Имаи (за фильм «Когда мы встретимся вновь»)
- Лучший актёр: Со Ямамура (в фильме «Сёстры Мунэката»)
- Лучшая актриса: Тикагэ Авасима (в фильме «Переполох»[яп.])
- Дебютант года: Син Сабури (как режиссёр, за фильм «Женское и мужское»)

### 2-я церемония награждения (за 1951 год)
- Лучший фильм: «Еда»[англ.] (реж. Микио Нарусэ)
- Лучший иностранный фильм: «Бульвар Сансет» (реж. Билли Уайлдер )
- Лучший режиссёр: Ясудзиро Одзу (за фильм «Раннее лето»)
- Лучший актёр: Тосиро Мифунэ (в фильмах «Жизнь торговца лошадьми», «Кто поймёт сердце женщины?»)
- Лучшая актриса: Сэцуко Хара (в фильмах «Раннее лето» и «Еда»)
- Лучший актёр второго плана: Тисю Рю (в фильмах «Прекрасная жизнь семьи», «Раннее лето» и «Красота жизни»)
- Лучшая актриса второго плана: Харуко Сугимура (в фильмах «Раннее лето», «Еда» и «Красота жизни»)
- Дебютант года: Рэнтаро Микуни (в фильме «Добрая фея»)

### 3-я церемония награждения (за 1952 год)
- Лучший фильм: «Молния», реж. Микио Нарусэ
- Лучший иностранный фильм: «Месье Верду» (1947, реж. Чарльз Чаплин )
- Лучший режиссёр: Микио Нарусэ (за фильмы «Молния» и Мать})
- Лучший актёр: премия в категории не присуждалась
- Лучшая актриса: Исудзу Ямада (в фильмах «Современный человек» и «Буря в горах Хаконэ»)
- Лучший актёр второго плана: Дайскэ Като (в фильмах «Араки Матаэмон: Дуэль на перекрёстке у лавки ключей» и «Мать»)
- Лучшая актриса второго плана: Тиэко Накакита[яп.] (в фильмах «Цветущий холм» и «Молния»)

### 4-я церемония награждения (за 1953 год)
- Лучший фильм: «Мутный поток», реж. Тадаси Имаи
- Лучший иностранный фильм: «Запрещённые игры» (реж. Рене Клеман )
- Лучший режиссёр: Тадаси Имаи (за фильм «Памятник лилиям»)
- Лучший актёр: премия в категории не присуждалась
- Лучшая актриса: Нобуко Отова (в фильмах «Миниатюра», «Жажда» и «Жизнь женщины»)
- Лучший актёр второго плана: Эйтаро Синдо[яп.] (в фильмах «Жизнь женщины» и «Гейша»)
- Лучшая актриса второго плана: Тиэко Нанива[яп.] (в фильме «Гейша»)
- Дебютант года: режиссёр Ёситаро Номура (за фильмы «Второй сын», «Младший брат и старший брат», «Курама Тэнгу и синелицый якша», «Кимпиру-сэнсэй и девушка»)

### 5-я церемония награждения (за 1954 год)
- Лучший фильм: «Двенадцать пар глаз» (реж. Кэйсукэ Киносита)
- Лучший иностранный фильм: «Плата за страх» (реж. Анри-Жорж Клузо )
- Лучший режиссёр: Кэндзи Мидзогути (за фильм «Повесть Тикамацу»[англ.])
- Лучший актёр: премия в категории не присуждалась
- Лучшая актриса: Хидэко Такаминэ (в фильмах «Двенадцать пар глаз», «Сад женщин» и «Где-то под бескрайним небом»)
- Лучший актёр второго плана: Эйдзиро Тоно (в фильмах «Чёрный прилив» и «Орден»)
- Лучшая актриса второго плана: Юко Мотидзуки (в фильме «Поздние хризантемы»)
- Дебютант года: Со Ямамура (как режиссёр, в фильме «Чёрный прилив»)

### 6-я церемония награждения (за 1955 год)
- Лучший фильм: «Плывущие облака» (реж. Микио Нарусэ)
- Лучший иностранный фильм: «К востоку от рая» (реж. Элиа Казан )
- Лучший режиссёр: Сиро Тоёда (за фильм «Брачные узы»[яп.])
- Лучший актёр: Хисая Морисигэ[яп.] (в фильме «Брачные узы»)
- Лучшая актриса: Тикагэ Авасима (в фильме «Брачные узы»)
- Лучший актёр второго плана: Дайскэ Като (в фильмах «Окровавленное копьё на горе Фудзи» и «Здесь есть источник»)
- Лучшая актриса второго плана: Исудзу Ямада (в фильмах «Сверстники» и «Игра в войну»)
- Дебютант года: режиссёр Цунэо Кобаяси (в фильмах «Мёртвая красавица в последнем трамвае» и «Бандитский квартал»)

### 7-я церемония награждения (за 1956 год)
- Лучший фильм: «Мрак среди дня» (реж. Тадаси Имаи)
- Лучший иностранный фильм: «Жервеза» (реж. Рене Клеман )
- Лучший режиссёр: Тадаси Имаи (за фильм «Мрак среди дня»)
- Лучший актёр: Кэйдзи Сада (в фильмах «Я куплю вас» и «Тайфун»)
- Лучшая актриса: Исудзу Ямада (в фильмах «Мать и сын», «Сёдзо, кот и две женщины»[яп.] и «По течению»)
- Лучший актёр второго плана: Дзюн Татара[яп.] (в фильмах «Цурухати и Цурудзиро», «Я куплю вас» и «Тайфун»)
- Лучшая актриса второго плана: Ёсико Куга (в фильмах «Прощание с мечтой», «Женщины в тюрьме», «Розовый закат»)
- Дебютант года: режиссёр Ёсиро Кавадзу (за фильмы «Детские глаза» и «Слёзы»)

### 8-я церемония награждения (за 1957 год)
- Лучший фильм: «Рис» (др. назв. — «Люди риса», реж. Тадаси Имаи)
- Лучший иностранный фильм: «Дорога» (реж. Федерико Феллини )
- Лучший режиссёр: Тадаси Имаи (за фильмы «Рис» и «Повесть о чистой любви»)
- Лучший актёр: Фрэнки Сакаи[англ.] (в фильмах «Солнце в последние дни сёгуната» и «Мы просим удачи»)
- Лучшая актриса: Юко Мотидзуки (в фильмах «Рис», «Поймать угря»)
- Лучший актёр второго плана: Кодзи Мицуи[яп.] (в фильмах «Посёлок безумных» и «На дне»)
- Лучшая актриса второго плана: Кэйко Авадзи (в фильмах «Гейша в Старом Городе», «Ситамати»)
- Дебютант года: Юдзиро Исихара (в фильме «Победитель»)

### 9-я церемония награждения (за 1958 год)
- Лучший фильм: «Три негодяя в скрытой крепости» (реж. Акира Куросава)
- Лучший иностранный фильм: «Старик и море» (реж. Джон Стёрджес )
- Лучший режиссёр: Томотака Тадзака (за фильм «Тропинка на солнечном склоне»[англ.])
- Лучший актёр: Итикава Райдзо VIII[яп.]* (в фильмах «Пламя» и «Бэнтэн Кодзо»)
- Лучшая актриса: Фудзико Ямамото (в фильмах «Белая цапля» и «Цветы праздника Хиган»)
- Лучший актёр второго плана: Накамура Гандзиро II[яп.] (в фильмах «Пламя» и «Перисто-кучевые облака»[фр.]/«Летние облака»)
- Лучшая актриса второго плана: Мисако Ватанабэ[яп.] (в фильме «Бесконечное желание»)
- Дебютант года: режиссёр Сёхэй Имамура (в фильмах «Украденное желание»[англ.] и «Бесконечное желание»[англ.])

### 10-я церемония награждения (за 1959 год)
- Лучший фильм: «Кику и Исаму»[яп.] (реж. Тадаси Имаи)
- Лучший иностранный фильм: «12 разгневанных мужчин» (реж. Сидни Люмет )
- Лучший режиссёр: Кон Итикава (за фильмы «Ключ» и «Полевые огни»)
- Лучший актёр: Хироюки Нагато[яп.] (в фильме «Мой второй братец»[англ.])
- Лучшая актриса: Таниэ Китабаяси[яп.] (в фильме «Кику и Исаму»)
- Лучший актёр второго плана: Сёити Одзава[англ.] (в фильме «Мой второй братец»)
- Лучшая актриса второго плана: Аратама Митиё[яп.] (в серии фильмов Удел человеческий и фильме «Хочу стать устрицей» )

### 11-я церемония награждения (за 1960 год)
- Лучший фильм: «Младший брат»[англ.] (реж. Кон Итикава)
- Лучший иностранный фильм: «На берегу»/«Конец света» (Стэнли Крамер )
- Лучший режиссёр: Кон Итикава (за фильм «Младший брат»)
- Лучший актёр: Рэнтаро Микуни (в фильме «Большое путешествие»[яп.])
- Лучшая актриса: Кэйко Киси (в фильме «Младший брат»)
- Лучший актёр второго плана: Масао Ода[яп.] (в фильмах «Река Печальной Флейты» и «Сумеречная повесть»[яп.])
- Лучшая актриса второго плана: Тамао Накамура[яп.] (в фильмах «Низина» и «Перевал Великого Будды»)
- Дебютант года: режиссёр Нагиса Осима (в фильме «История жестокой юности»)

### 12-я церемония награждения (за 1961 год)
- Лучший фильм: «Свиньи и броненосцы»[яп.] (реж. Сёхэй Имамура)
- Лучший иностранный фильм: «Чочара» (реж. Витторио де Сика )
- Лучший режиссёр: Дайскэ Ито (за фильм «Заговорщик»[яп.])
- Лучший актёр: Тосиро Мифунэ (в фильмах «Телохранитель» и «Анимас Трухано»[англ.] )
- Лучшая актриса: Аяко Вакао (в фильмах «Женщина рождается дважды»[яп.], «Жена сознаётся» и «Брачный возраст»)
- Лучший актёр второго плана: Со Ямамура (в фильмах «Вот и огни порта» и «Устье»)
- Лучшая актриса второго плана: Хидзуру Такатихо[яп.] (в фильмах «Развратная самка»[яп.] и «Нулевой фокус»)
- Дебютант года: Сима Ивасита (в фильмах «Путешествие нашей любви» и «Моё лицо пылает в лучах заходящего солнца»)

### 13-я церемония награждения (за 1962 год)
- Лучший фильм: «Город сотен домн» (реж. Кириро Ураяма)
- Лучший иностранный фильм: «Гроздья гнева» (реж. Джон Форд )
- Лучший режиссёр: Кон Итикава (за фильмы «Мне два года»[англ.] и «Нарушенный завет»[яп.])
- Лучший актёр: Тацуя Накадай (в фильме «Харакири»)
- Лучшая актриса: Саюри Ёсинага (в фильме «Город сотен домн»)
- Лучший актёр второго плана: Юноскэ Ито (в фильме «Ниндзя»)
- Лучшая актриса второго плана: Кёко Кисида (в фильмах «Нарушенный завет» и «Вкус сайры»)
- Дебютант года: режиссёр Кириро Ураяма (в фильме «Город сотен домн»)

### 14-я церемония награждения (за 1963 год)
- Лучший фильм: «Женщина-насекомое» (реж. Сёхэй Имамура)
- Лучший иностранный фильм: «Воскресенья в Виль-д’Авре» (реж. Серж Бургиньон )
- Лучший режиссёр: Сёхэй Имамура (за фильм «Женщина-насекомое»)
- Лучший актёр: Накамура Кинносукэ I (в фильме «Повесть о жестокости бусидо»[яп.])
- Лучшая актриса: Сатико Хидари (в фильмах «Женщина-насекомое» и «Она и он»)
- Лучший актёр второго плана: Тёитиро Каварасаки[яп.] (в фильме «Gobanchō yūgirirō»[яп.])
- Лучшая актриса второго плана: Йоко Минамида[яп.] (в фильмах «Keirin shōnin gyōjyōki» и «Дочь самурая»)
- Дебютант года: режиссёр Дзюнъя Сато (в фильме «Rikugun zangyaku monogatari»)

### 15-я церемония награждения (за 1964 год)
- Лучший фильм: «Женщина в песках» (реж. Хироси Тэсигахара)
- Лучший иностранный фильм: «Полевые лилии» (реж. Ральф Нельсон[англ.] )
- Лучший режиссёр: Хироси Тэсигахара (за фильм «Женщина в песках»)
- Лучший актёр: Кэйдзю Кобаяси (в фильме «Ware hitotsubu no mugi naredo»)
- Лучшая актриса: Сима Ивасита (в фильме «Камелия с пятью лепестками»/«Алая камелия»)
- Лучший актёр второго плана: Ко Нисимура[яп.] (в фильме «Красная жажда убийства»[англ.])
- Лучшая актриса второго плана: Дзицуко Ёсимура[англ.] (в фильме «Женщина-демон»)
- Дебютант года: Мидори Мако[яп.] (в фильме «Две суки»)

### 16-я церемония награждения (за 1965 год)
- Лучший фильм: «Красная борода» (реж. Акира Куросава)
- Лучший иностранный фильм: «Мэри Поппинс» (реж. Роберт Стивенсон )
- Лучший режиссёр: Сацуо Ямамото (за фильмы «История грабителей в Японии»[яп.] и «Место свидетеля»)
- Лучший актёр: Тосиро Мифунэ (в фильме «Красная борода»)
- Лучшая актриса: Аяко Вакао (в фильмах «Жена Сэйсаку» и «Тень волны»)
- Лучший актёр второго плана: Такахиро Тамура[яп.] (в фильме «Солдат-якудза»[англ.])
- Лучшая актриса второго плана: Тэруми Ники[яп.] (в фильме «Красная борода»)
- Дебютант года: режиссёр Кэй Кумаи (в фильме «Японский архипелаг»)

### 17-я церемония награждения (за 1966 год)
- Лучший фильм: «Большая белая башня» (реж. Сацуо Ямамото)
- Лучший иностранный фильм: «Мужчина и женщина» (реж. Клод Лелуш )
- Лучший режиссёр: Ёдзи Ямада (за фильм «Избегайте удачи»[яп.])
- Лучший актёр: Хадзимэ Хана[яп.] (в фильме «Избегайте удачи»)
- Лучшая актриса: Ёко Цукаса (в фильме «Кинокава»)
- Лучший актёр второго плана: Кацуо Накамура[яп.] (в фильме «Озёрная цитра»)
- Лучшая актриса второго плана: Нобуко Отова (в фильме «Утраченный пол»[англ.])
- Дебютант года: Тэцуя Ватари[яп.] (в фильме «Хроника любви и смерти» и других)

### 18-я церемония награждения (за 1975 год)
- Лучший фильм: «Окаменелость» (реж. Масаки Кобаяси)
- Лучший иностранный фильм: «Ленни» (реж. Боб Фосси )
- Лучший режиссёр: Киндзи Фукасаку (за фильмы «Якудза: Кладбище чести»[англ.] и «Полицейские против бандитов»[яп.])
- Лучший актёр: Бунта Сугавара (в «Полицейских против бандитов» и фильмах серии «Truck Guys»[англ.])
- Лучшая актриса: Рурико Асаока (в фильме «Мужчине живётся трудно. Фильм 15: Зонтик Торадзиро»)
- Лучший актёр второго плана: Ёсио Харада (в фильмах «Приготовления к празднику»[яп.] и «Пастораль: умрём на природе»[яп.])
- Лучшая актриса второго плана: Тиэко Байсё (в фильме «Мужчине живётся трудно. Фильм 15: Зонтик Торадзиро»)
- Дебютанты года: Томокадзу Миура[англ.] (в фильмах «Танцовщица из Идзу» и др.) и Синобу Отакэ[англ.] (в фильме «Врата молодости»)

### 19-я церемония награждения (за 1976 год)
- Лучший фильм: «Колыбельная Земли»[англ.] (реж. Ясудзо Масумура)
- Лучший иностранный фильм: «Таксист» (реж. Мартин Скорсезе )
- Лучший режиссёр: Сигэюки Яманэ[яп.] (за фильмы «Прощай, сияние лета» и «Permanent Blue: Manatsu no koi»)
- Лучший актёр: Тэцуя Ватари[яп.] (в фильме «Кладбище якудза: цвет жасмина»[англ.])
- Лучшая актриса: Кумико Акиёси (в фильмах «Прощай, сияние лета» и «Брат и сестра»[англ.])
- Лучший актёр второго плана: Хидэдзи Отаки[англ.] (в фильмах «Бесплодные земли»[яп.] и «Брат и сестра»)
- Лучшая актриса второго плана: Миэко Такаминэ (в фильме «Клан Инугами»)
- Дебютантка года: Миэко Харада[англ.] (в фильмах «Колыбельная Земли», «Молодой убийца»[яп.] и др.)

### 20-я церемония награждения (за 1977 год)
- Лучший фильм: «Жёлтый платочек счастья» (реж. Ёдзи Ямада)
- Лучший иностранный фильм: «Рокки» (реж. Джон Эвилдсен )
- Лучший режиссёр: Ёдзи Ямада (за фильм «Жёлтый платочек счастья»)
- Лучший актёр: Кэн Такакура (в фильмах «Горы Хаккода»[яп.] и «Жёлтый платочек счастья»)
- Лучшая актриса: Сима Ивасита (в фильме «Баллада об Орин»)
- Лучший актёр второго плана: Томисабуро Вакаяма (в фильмах «Сансиро Сугата»[яп.] и «Дьявольская считалочка»)
- Лучшая актриса второго плана: Каори Момои (в фильме «Жёлтый платочек счастья»)
- Дебютант года: режиссёр Нобухико Обаяси[англ.] (в фильме «Дом»)

### 21-я церемония награждения (за 1978 год)
- Лучший фильм: «Третья база»[яп.] (реж. Ёити Хигаси[англ.])
- Лучший иностранный фильм: «Семейный портрет в интерьере» (реж. Лукино Висконти  )
- Лучший режиссёр: Ёситаро Номура (за фильмы «Дьявол» и «Происшествие»)
- Лучший актёр: Кэн Огата (в фильме «Дьявол»)
- Лучшая актриса: Мэико Кадзи (в фильме «Самоубийство влюблённых в Сонэдзаки»)
- Лучший актёр второго плана: Цунэхико Ватасэ (в фильме «Происшествие»)
- Лучшая актриса второго плана: Дзюнко Миясита (в фильмах «Взрыв динамита[яп.]» и «Бандиты против самураев»)
- Дебютант года: Тосиюки Нагасима[яп.] (в фильме «Третья база»)

### 22-я церемония награждения (за 1979 год)
- Лучший фильм: «Месть за мной»[англ.] (реж. Сёхэй Имамура)
- Лучший иностранный фильм: «Охотник на оленей» (реж. Майкл Чимино  )
- Лучший режиссёр: Сёхэй Имамура (за фильм «Месть за мной»)
- Лучший актёр: Томисабуро Вакаяма (в фильме «Убийство в состоянии аффекта: Мой сын!»[яп.])
- Лучшая актриса: Каори Момои (в фильмах «Mo hozue wa tsukanai»[яп.], «Нежданный ребёнок»[яп.] и «Тора-сан 23»)
- Лучший актёр второго плана: Рэнтаро Микуни (в фильме «Месть за мной»)
- Лучшая актриса второго плана: Мицуко Байсё (в фильме «Месть за мной»)
- Дебютант года: Кэнъити Канэда[яп.] (в фильме «Наступление полдня»)

### 23-я церемония награждения (за 1980 год)
- Лучший фильм: «Тень воина» (реж. Акира Куросава)
- Лучший иностранный фильм: «Крамер против Крамера» (реж. Роберт Бентон )
- Лучший режиссёр: Сэйдзюн Судзуки (за фильм «Цыганские напевы»)
- Лучший актёр: Тацуя Накадай (в фильмах «Тень воина» и «Высота 203»/«Порт-Артур»[яп.])
- Лучшая актриса: Юкиё Тоакэ[яп.] (в фильме «Дрожащий язык»[яп.])
- Лучший актёр второго плана: Тэцуро Тамба (в фильме «Высота 203»/«Порт-Артур»)
- Лучшая актриса второго плана: Марико Кага[яп.] (в фильме «До заката»[яп.])
- Дебютант года: Дайсукэ Рю[англ.] (в фильме «Тень воина»)

### 24-я церемония награждения (за 1981 год)
- Лучший фильм: «Мутная река»[англ.] (реж. Кохэй Огури)
- Лучший иностранный фильм: «Жестяной барабан» (реж. Фолькер Шлёндорф    )
- Лучший режиссёр: Кититаро Нэгиси[англ.] (за фильмы «Далёкий гром»[англ.] и «Плоды сумасшествия»)
- Лучший актёр: Тосиюки Нагасима (в фильме «Далёкий гром»)
- Лучшая актриса: Кэйко Мацудзака (в фильмах «Врата юности» и «Тора-сан 27»[англ.])
- Лучший актёр второго плана: Масахико Цугава[англ.] (в фильме «Манон»)
- Лучшая актриса второго плана: Юко Танака[яп.] (в фильмах «Картинки Хокусая»[яп.] и «Ну и чёрт с ним!»[англ.])
- Дебютант года: Коити Сато (в фильмах «Врата юности», «Манон»)

### 25-я церемония награждения (за 1982 год)
- Лучший фильм: «Козёл отпущения»/«Пропащий парень»[англ.] (реж. Киндзи Фукасаку)
- Лучший иностранный фильм: «Инопланетянин» (реж. Стивен Спилберг )
- Лучший режиссёр: Киндзи Фукасаку (за фильм «Козёл отпущения»)
- Лучший актёр: Киёси Ацуми (в фильмах «Тора-сан 29»[англ.] и «Тора-сан 30»[англ.])
- Лучшая актриса: Масако Нацумэ (в фильме «Жизнь Ханако Кирюин»/«Onimasa»[яп.])
- Лучший актёр второго плана: Акира Эмото (в фильмах «Тора-сан 29» и «Река Дотомбори»)
- Лучшая актриса второго плана: Мияко Ямагути[яп.] (в фильме «Прощайте, родные края»[англ.])
- Дебютантка года: Дзюн Михо[яп.] (в фильме «Розовая завеса»[яп.] и др.)

### 26-я церемония награждения (за 1983 год)
- Лучший фильм: «Токийский суд»[яп.] (реж. Масаки Кобаяси)
- Лучший иностранный фильм: «Танец-вспышка» (реж. Эдриан Лайн )
- Лучший режиссёр: Ёсимицу Морита[англ.] (за фильм «Семейная игра»/«Семейные игры»[англ.])
- Лучший актёр: Кэн Огата (в фильмах «Легенда о Нараяме», «Маяк», «Улов» и «Окинавские мальчишки»[яп.])
- Лучшая актриса: Юко Танака[яп.] (в фильме «Перевал Амаги»[яп.])
- Лучший актёр второго плана: Куниэ Танака[англ.] (в фильмах «Nogare no machi» и «Трактир Тёдзи»[яп.])
- Лучшая актриса второго плана: Эйко Нагасима[яп.] (в фильме «Рюдзи»)
- Дебютант года: Томоё Харада[англ.] (в фильме «Девочка, покорившая время»[англ.])
- Дебютант года: Сёдзи Канэко[яп.] (в фильме «Рюдзи»)

### 27-я церемония награждения (за 1984 год)
- Лучший фильм: «Дети Макартура»[яп.] (реж. Масахиро Синода)
- Лучший иностранный фильм: «Парни что надо» (реж. Филип Кауфман )
- Лучший режиссёр: Дзюдзо Итами (за фильм «Похороны»[англ.])
- Лучший актёр: Цутому Ямадзаки[яп.] (в фильмах «Похороны» и «Прощание с ковчегом»[англ.])
- Лучшая актриса: Хироко Якусимару[англ.] (в фильме «Трагедия W»[яп.])
- Лучший актёр второго плана: Каку Такасина[яп.] (в фильме «Mahjong Horoki»[яп.])
- Лучшая актриса второго плана: Ёсико Мита[англ.] (в фильмах «Трагедия W» и «Аппассионата»)
- Дебютант года: композитор Кодзи Киккава[англ.] (в фильме «Sukanpin walk»[яп.])

### 28-я церемония награждения (за 1985 год)
- Лучший фильм: «Ран» (реж. Акира Куросава)
- Лучший иностранный фильм: «Свидетель» (реж. Питер Уир )
- Лучший режиссёр: Ёсимицу Морита[англ.] (за фильм «Затем»[англ.])
- Лучший актёр: Минору Тиаки[англ.] (в фильме «Серый закат»[англ.])
- Лучшая актриса: Юкиё Тоакэ (в фильмах «Серый закат» и «Весло»[яп.])
- Лучший актёр второго плана: Такэси Китано (в фильме «Демон»[яп.])
- Лучшая актриса второго плана: Марико Фудзи[яп.] (в фильмах «Преследуемый» и «Опасные женщины»)
- Дебютантка года: Юки Сайто[англ.] (в фильме «Фрагмент о снеге: Страсть»[яп.])

### 29-я церемония награждения (за 1986 год)
- Лучший фильм: «Uhohho tankentai» (реж. Кититаро Нэгиси)
- Лучший иностранный фильм: «Цветы лиловые полей» (реж. Стивен Спилберг )
- Лучший режиссёр: Кэй Кумаи (за фильм «Море и яд»[яп.])
- Лучший актёр: Куниэ Танака[англ.] (в фильме «Uhohho tankentai»)
- Лучшая актриса: Аюми Исида[англ.] (в фильмах «Дом в огне»[яп.] и «Часы. Прощание с зимой»[яп.])
- Лучший актёр второго плана: Кэй Сума[яп.] (в фильме «Последний дубль»)
- Лучшая актриса второго плана: Синобу Отакэ (в фильме «За сверкающим морем»[яп.])
- Дебютантка года: Нарими Аримори[яп.] (в фильме «Последний дубль»)

### 30-я церемония награждения (за 1987 год)
- Лучший фильм: «Сборщица налогов»[англ.] (реж. Дзюдзо Итами)
- Лучший иностранный фильм: «Неприкасаемые» (реж. Брайан Де Пальма )
- Лучший режиссёр: Кадзуо Хара (за документальный фильм «Голая армия императора идёт вперёд»[англ.])
- Лучший актёр: Таканори Дзиннай[яп.] (в фильме «Бумажный фонарик»[яп.])
- Лучшая актриса: Ёсико Мита (в фильме «Wakarenu riyū»[яп.])
- Лучший актёр второго плана: Тосиро Мифунэ (в фильме «Тора-сан 38»[англ.])
- Лучшая актриса второго плана: Кумико Акиёси (в фильме «Ночной поезд»)
- Дебютант года: Масахиро Такасима[англ.] (в фильмах «Totto Channel»[яп.] и «Bu Su»[англ.])

### 31-я церемония награждения (за 1988 год)
- Лучший фильм: «Дуньхуан» (реж. Дзюнъя Сато)
- Лучший иностранный фильм: «Небо над Берлином» (реж. Вим Вендерс  )
- Лучший режиссёр: Макото Вада[англ.] (за фильм «Kaitō Ruby»[яп.])
- Лучший актёр: Хадзимэ Хана (в фильме «Повесть о компании: Память о тебе»[яп.])
- Лучшая актриса: Каори Момои (в фильмах «Семья Кимура»[яп.], «Укус» и «Завтра»[яп.])
- Лучший актёр второго плана: Цурутаро Катаока[яп.] (в фильме «Лето с мертвецами»[яп.])
- Лучшая актриса второго плана: Кумико Акиёси (в фильме «Лето с мертвецами»)
- Дебютант года: Наото Огата[яп.] (в фильме «Фаворит»/«Оракион»[яп.])

### 32-я церемония награждения (за 1989 год)
- Лучший фильм: «Нокаут»[яп.] (реж. Дзюндзи Сакамото[англ.])
- Лучший иностранный фильм: «Крепкий орешек» (реж. Джон Мактирнан )
- Лучший режиссёр: Тосио Масуда (за фильм «Похороны за счёт компании»)
- Лучший актёр: Рэнтаро Микуни (в фильме «Рикю»/«Смерть мастера чайной церемонии»[англ.])
- Лучшая актриса: Ёсико Танака[англ.] (в фильме «Чёрный дождь»)
- Лучший актёр второго плана: Эйдзи Бандо[англ.] (в фильме «O un»)
- Лучшая актриса второго плана: Кахо Минами[англ.] (в фильмах «Люди улицы грёз», «Сэнсэй», «Светлячок» и «226»[яп.])
- Дебютант года: Аяко Кавахара[яп.] (в фильме «Кухня»)

### 33-я церемония награждения (за 1990 год)
- Лучший фильм: «Когда я был ребёнком»[англ.] (реж. Масахиро Синода)
- Лучший иностранный фильм: «Поле его мечты» (реж. Фил Олден Робинсон )
- Лучший режиссёр: Масахиро Синода (за фильм «Когда я был ребёнком»)
- Лучший актёр: Ёсио Харада (в фильмах «Конец мира самураев»[яп.] и «Готовый стрелять»[яп.])
- Лучшая актриса: Кэйко Мацудзака (в фильме «Шипы смерти»[яп.])
- Лучший актёр второго плана: Тосиро Янагиба[яп.] (в фильме «Прощай, возлюбленный якудза»[яп.])
- Лучшая актриса второго плана: Томоко Накадзима[яп.] (в фильме «Цугуми»[яп.])
- Дебютанты года: Рихо Макисэ[яп.] (в фильмах «Токио. Добро пожаловать на небеса!»[яп.] и «Цугуми») и реж. Дзёдзи Мацуока[англ.] (в фильме «Против течения»[яп.])

### 34-я церемония награждения (за 1991 год)
- Лучший фильм: «Сцены у моря» (реж. Такэси Китано)
- Лучший иностранный фильм: «Молчание ягнят» (реж. Джонатан Демми )
- Лучший режиссёр: Такэси Китано (за фильм «Сцены у моря»)
- Лучший актёр: Наото Такэнака[англ.] (в фильме «Никчёмный человек»)
- Лучшая актриса: Ёки Кудо (в фильме «Война и юность»[яп.])
- Лучший актёр второго плана: Масатоси Нагасэ (в фильме «Сыновья»[англ.])
- Лучшая актриса второго плана: Дзюн Фубуки[яп.] (в фильме «Никчёмный человек»)
- Дебютант года: Хикари Исида[яп.] (в фильмах «Вдвоём»[яп.], «Kamitsukitai»[яп.], «Atsui»[яп.])

### 35-я церемония награждения (за 1992 год)
- Лучший фильм: «Сумо достало!» (реж. Масаюки Суо)
- Лучший иностранный фильм: «Джон Ф. Кеннеди. Выстрелы в Далласе» (реж. Оливер Стоун )
- Лучший режиссёр: Масаюки Суо (за фильм «Сумо достало!»)
- Лучший актёр: Масахиро Мотоки (в фильме «Сумо достало!»)
- Лучшая актриса: Ёсико Мита (в фильме «Заходит Солнце вдалеке»[яп.])
- Лучший актёр второго плана: Хидэо Мурота[яп.] (в фильмах «Легенда о резне»[яп.] и «Идеальное образование»[англ.])
- Лучшая актриса второго плана: Мивако Фудзитани[яп.] (в фильмах «Убийство в масляном аду»[англ.] и «Netōrare Sōsuke»)
- Дебютантка года: Юки Сумида[яп.] (в фильме «Странная история, произошедшая к востоку от одной реки»[яп.])

### 36-я церемония награждения (за 1993 год)
- Лучший фильм: «Где восходит луна?»[яп.] (реж. Ёити Сай[англ.])
- Лучший иностранный фильм: «Парк Юрского периода» (реж. Стивен Спилберг )
- Лучший режиссёр: Ёдзиро Такита (за фильм «Мы не одни»[яп.])
- Лучший актёр: Хироюки Санада (в фильме «Мы не одни»)
- Лучшая актриса: Руби Морено[яп.] (в фильме «Где восходит луна?»)
- Лучший актёр второго плана: Токоро Джордж[яп.] (в фильме «Ещё нет»)
- Лучшая актриса второго плана: Кёко Кагава (в фильме «Ещё нет»)
- Дебютанты года: Горо Киситани[яп.] (в фильме «Где восходит луна?») и Кёко Тояма[яп.] (в фильме «Школьный учитель»[яп.])

### 37-я церемония награждения (за 1994 год)
- Лучший фильм: «Like a Rolling Stone»[англ.] (реж. Тацуми Кумасиро)
- Лучший иностранный фильм: «Криминальное чтиво» (реж. Квентин Тарантино )
- Лучший режиссёр: Тацуми Кумасиро (за фильм «Like a Rolling Stone»)
- Лучший актёр: Эйдзи Окуда[англ.] (в фильме «Like a Rolling Stone»)
- Лучшая актриса: Саки Такаока[яп.] (в фильме «Пик предательства»[яп.])
- Лучший актёр второго плана: Ацуо Накамура[яп.] (в фильме «Shūdan-sasen»[яп.])
- Лучшая актриса второго плана: Сигэру Мурои[яп.] (в фильме «Таверна призраков»[яп.])
- Дебютант года: Сава Судзуки[яп.] (в фильме «Токийский декаданс 2»[яп.])

### 38-я церемония награждения (за 1995 год)
- Лучший фильм: «Полуденное завещание»[англ.] (реж. Канэто Синдо)
- Лучший иностранный фильм: «Мосты округа Мэдисон» (реж. Клинт Иствуд )
- Лучший режиссёр: Сюсукэ Канэко[англ.] (за фильм «Гамера: Защитник Вселенной»)
- Лучший актёр: Хироюки Санада (в фильмах «Сяраку»[яп.], «Восток против Запада»[англ.] и «Срочный вызов»[яп.])
- Лучшая актриса: Михо Накаяма (в фильме «Любовное письмо»[англ.])
- Лучший актёр второго плана: Масато Хагивара[яп.] (в фильме «Вершина Маркуса»[яп.])
- Лучшая актриса второго плана: Синобу Накаяма[англ.] (в фильме «Гамера: Защитник Вселенной»)
- Дебютантка года: Макико Эсуми[англ.] (в фильме «Свет иллюзий»)

### 39-я церемония награждения (за 1996 год)
- Лучший фильм: «Пацаны из Кисивады»[яп.] (реж. Такаси Миикэ)
- Лучший иностранный фильм: «Семь» (реж. Дэвид Финчер )
- Лучший режиссёр: Такэси Китано (за фильм «Ребята возвращаются»)
- Лучший актёр: Кодзи Якусё (в фильмах «Давайте потанцуем»/«Потанцуем?», «Спящий человек» и «Shabu gokudo»[яп.])
- Лучшая актриса: премия в категории не присуждалась
- Лучший актёр второго плана: Тэцуя Ватари[яп.] (в фильме «Галактическая железная дорога наших сердец: История Кэндзи Миядзавы»)
- Лучшая актриса второго плана: Кёко Кисида (в фильмах «Школьные привидения 2»[яп.] и «Деревня восьми могил»[яп.])
- Дебютанты года: дуэт «Ninety-nine»[англ.] (в фильме «Пацаны из Кисивады»)

### 40-я церемония награждения (за 1997 год)
- Лучший фильм: «Наезды на девчонок ко»[англ.] (реж. Масато Харада)
- Лучший иностранный фильм: «Титаник» (реж. Джеймс Камерон )
- Лучший режиссёр: Масато Харада (за фильм «Наезды на девчонок ко»)
- Лучший актёр: Кодзи Якусё (в фильмах «Угорь», «Потерянный рай»[яп.] и «Исцеление»)
- Лучшая актриса: Каори Момои (в фильме «Токийский ноктюрн»/«Токийская колыбельная»[яп.])
- Лучший актёр второго плана: Масахико Нисимура[англ.] (в фильмах «Женщина из программы защиты свидетелей»[яп.] и «С возвращением, мистер Макдональд»[англ.])
- Лучшая актриса второго плана: Мицуко Байсё (в фильмах «Угорь» и «Токийский ноктюрн»)
- Дебютанты года: Коки Митани[англ.] (как режиссёр, в фильме «С возвращением, мистер Макдональд»), Хитоми Сато[яп.] (в фильме «Наезды на девчонок ко»)

### 41-я церемония награждения (за 1998 год)
- Лучший фильм: «Фейерверк» (реж. Такэси Китано)
- Лучший иностранный фильм: «Секреты Лос-Анджелеса» (реж. Кёртис Хэнсон )
- Лучший режиссёр: Такэси Китано (за фильм «Фейерверк»)
- Лучший актёр: Такэси Китано (в фильме «Фейерверк»)
- Лучшая актриса: Миэко Харада (в фильме «Моля о любви»[яп.])
- Лучший актёр второго плана: Рэн Осуги[яп.] (в фильме «Фейерверк»)
- Лучшая актриса второго плана: Кимико Йо[англ.] (в фильмах «Класс, который не забыть»[яп.] и «Ах, весна»)
- Дебютантка года: Рэна Танака (в фильме «Добьёмся успеха!»[яп.])

### 42-я церемония награждения (за 1999 год)
- Лучший фильм: «Табу» (реж. Нагиса Осима)
- Лучший иностранный фильм: «Жизнь прекрасна» (реж. Роберто Бениньи )
- Лучший режиссёр: Нагиса Осима (за фильм «Табу»)
- Лучший актёр: Кэн Такакура (в фильме «Железнодорожник»[англ.])
- Лучшая актриса: Кёка Судзуки (в фильме «Кэйхо»)
- Лучший актёр второго плана: Синдзи Такэда[яп.] (в фильме «Табу»)
- Лучшая актриса второго плана: Сумико Фудзи (в фильмах «Омотя»[яп.] и Dream Maker)
- Дебютант года: Рюхэй Мацуда[англ.] (в фильме «Табу»)

### 43-я церемония награждения (за 2000 год)
- Лучший фильм: «Королевская битва» (реж. Киндзи Фукасаку)
- Лучший иностранный фильм: «Танцующая в темноте» (реж. Ларс фон Триер)
- Лучший режиссёр: Дзюндзи Сакамото (за фильм «Лицо»[англ.])
- Лучший актёр: Юдзи Ода[яп.] (в фильме «Снежная слепота»[англ.])
- Лучшая актриса: Саюри Ёсинага (в фильме «Ленивый сезон в Нагасаки»[яп.])
- Лучший актёр второго плана: Тэруюки Кагава (в фильмах «Карманник» и «Дьяволы у порога»[англ.])
- Лучшая актриса второго плана: Ёсико Миядзаки[яп.] (в фильме «После дождя»[англ.])
- Дебютант года: Тацуя Фудзивара (в фильме «Королевская битва»)

### 44-я церемония награждения (за 2001 год)
- Лучший фильм: «Унесённые призраками» (реж. Хаяо Миядзаки)
- Лучший иностранный фильм: «Объединённая зона безопасности» (реж. Пак Чхан Ук )
- Лучший режиссёр: Исао Юкисада[яп.] (за фильм «Беги!»[англ.])
- Лучший актёр: Номура Мансай II[яп.] (в фильме «Колдун»[англ.])
- Лучшая актриса: Юки Амами[яп.] (в фильмах «Инугами»[нем.], «Рендан - Квартет для двоих»[яп.], «Тысячелетняя любовь: Повесть о блистательном принце Гэндзи»[яп.])
- Лучший актёр второго плана: Цутому Ямадзаки (в фильме «Беги!»)
- Лучшая актриса второго плана: Томоко Нараока[англ.] (в фильме «Светлячок»)
- Дебютант года: Ко Сибасаки (в фильме «Беги!»)

### 45-я церемония награждения (за 2002 год)
- Лучший фильм: «Сумеречный самурай» (реж. Ёдзи Ямада)
- Лучший иностранный фильм: «Шаолиньский футбол» (реж. Стивен Чоу )
- Лучший режиссёр: Ёити Сай (за фильм «Doing Time»)
- Лучший актёр: Коити Сато (в фильме «Уничтожить цель»[англ.])
- Лучшая актриса: Рэйко Катаока[яп.] (в фильме «Тише!»[яп.])
- Лучший актёр второго плана: Кандзи Цуда[англ.] (в фильме «Подражатель»[яп.])
- Лучшая актриса второго плана: Риэ Миядзава (в фильме «Сумеречный самурай»)
- Дебютант года: Накамура Сидо II[англ.] (в фильме «Пинг-понг»[англ.]) и Манами Кониси[яп.] (в фильме «Письмо с гор»[яп.])

### 46-я церемония награждения (за 2003 год)
- Лучший фильм: «48 водопадов Акамэ»[яп.] (реж. Гэндзиро Арато[англ.])
- Лучший иностранный фильм: «Двойная рокировка» (реж. Эндрю Лау[англ.], Алан Мак[англ.] )
- Лучший режиссёр: Ёсимицу Морита[англ.] (за фильм «Как Асура»)
- Лучший актёр: Тосиюки Нисида (в фильмах «Get Up!»[англ.] и «Дневник чокнутого на рыбалке 14»[яп.])
- Лучшая актриса: Синобу Тэрадзима (в фильмах «48 водопадов Акамэ» и «Вибратор»[англ.])
- Лучший актёр второго плана: Таро Ямамото[яп.] (в фильмах «Дитя Луны», «Get Up!» и «Лодки духов»)
- Лучшая актриса второго плана: Митиё Окусу[яп.] (в фильмах «Дзатоити» и «48 водопадов Акамэ»)
- Дебютант года: Сатоми Исихара (в фильме «Мой дедушка»[яп.])

### 47-я церемония награждения (за 2004 год)
- Лучший фильм: «Никто не узнает» (реж. Хирокадзу Корээда)
- Лучший иностранный фильм: «Таинственная река» (реж. Клинт Иствуд )
- Лучший режиссёр: Хирокадзу Корээда (за фильм «Никто не узнает»)
- Лучший актёр: Акира Тэрао[англ.] (в фильме «Полупризнание»[яп.])
- Лучшая актриса: Риэ Миядзава (в фильме «Когда живёшь с отцом»[англ.])
- Лучший актёр второго плана: Джо Одагири (в фильмах «Кровь и кости»[англ.] и «Вне этого мира. Клуб „Синтюгун“»[яп.])
- Лучшая актриса второго плана: Масами Нагасава[англ.] (в фильмах «Оплакивая любовь в самом центре мира»[англ.] и «Дышите глубоко»[яп.])
- Дебютанты года: Анна Цутия (в фильмах «Девушки-камикадзе»[англ.] и «Вкус чая»[англ.]) и Мирай Морияма[англ.] (в фильме «Оплакивая любовь в самом центре мира»)

### 48-я церемония награждения (за 2005 год)
- Лучший фильм: «Паттиги: Удар головой» (реж. Кадзуюки Идзуцу[англ.])
- Лучший иностранный фильм: «Малышка на миллион» (реж Клинт Иствуд )
- Лучший режиссёр: Дзюнъя Сато (за фильм «Ямато»)
- Лучший актёр: Хироюки Санада (в фильме «Эгида»/«Эсминец без цели»[яп.])
- Лучшая актриса: Кёко Коидзуми[англ.] (в фильме «Висячий сад»[яп.])
- Лучший актёр второго плана: Синъити Цуцуми[яп.] (в фильмах «Всегда: Закат на Третьей авеню»[англ.] и «Лети, папочка, лети»)
- Лучшая актриса второго плана: Хироко Якусимару (в фильмах «Всегда: Закат на Третьей авеню» и «Дворец Тануки»[яп.])
- Дебютантка года: Микако Табэ[англ.] (в фильмах «Хинокио»[англ.] и «Путь в синем небе»[яп.])

### 49-я церемония награждения (за 2006 год)
- Лучший фильм: «Девушки, танцующие хулу»[англ.] (реж. Ли Санъиль[англ.])
- Лучший иностранный фильм: «Флаги наших отцов» (реж. Клинт Иствуд )
- Лучший режиссёр: Мива Нисикава[яп.] (за фильм «Раскачивание»[англ.])
- Лучший актёр: Кэн Ватанабэ (в фильме «Воспоминания о будущем»[англ.])
- Лучшая актриса: Ю Аои (в фильмах «Девушки, танцующие хулу» и «Мёд и клевер»[англ.])
- Лучший актёр второго плана: Тэруюки Кагава (в фильмах «Раскачивание», «Бескрайнее море»[яп.] и «Воспоминания о будущем»)
- Лучшая актриса второго плана: Сумико Фудзи (в фильмах «Девушки, танцующие хулу», «Клан Инугами»[яп.] и «Ночь поминовения»[яп.])
- Дебютанты года: Муга Цукадзи[яп.] (в фильме «Братья Мамия»[англ.]), Рэй Дан[яп.] (в фильме «Любовь и честь»)

### 50-я церемония награждения (за 2007 год)
- Лучший фильм: «Кисараги»[яп.] (реж. Юити Сато[яп.])
- Лучший иностранный фильм: «Девушки мечты» (реж. Билл Кондон, )
- Лучший режиссёр: Масаюки Суо (за фильм Я всё равно этого не делал)
- Лучший актёр: Рё Касэ[яп.] (в фильме «Я всё равно этого не делал»)
- Лучшая актриса: Кумико Асо[яп.] (в фильме «Юнаги, префектура Сакура»[англ.])
- Лучший актёр второго плана: Томокадзу Миура (в фильмах «Выстрел наугад в Мацуганэ»[яп.] и «Прогулка»[англ.])
- Лучшая актриса второго плана: Хироми Нагасаку[яп.] (в фильме «Покажите свою несчастную любовь, трусы!»[англ.])
- Дебютант года: Юи Арагаки (в фильмах «План любви»[яп.], «Варуборо»[яп.] и «Небо любви»)

### 51-я церемония награждения (за 2008 год)
- Лучший фильм: «Climber's High»[яп.] (реж. Масато Харада)
- Лучший иностранный фильм: «Тёмный рыцарь» (реж. Кристофер Нолан )
- Лучший режиссёр: Хирокадзу Корээда (за фильм «Пешком-пешком»)
- Лучший актёр: Масахиро Мотоки (в фильме «Ушедшие»)
- Лучшая актриса: Таэ Кимура[яп.] (в фильме «Все вокруг нас»[яп.])
- Лучший актёр второго плана: Масато Сакаи (в фильмах «После школы»[яп.] и «Climber’s High»)
- Лучшая актриса второго плана: Кирин Кики[англ.] (в фильме «Пешком-пешком»)
- Дебютантки года: актрисы Юрико Ёситака[англ.] (в фильме «Змеи и серьги»[яп.]) и Лили Франки[яп.] (в фильме «Все вокруг нас»)

### 52-я церемония награждения (за 2009 год)
- Лучший фильм: «Гора Цуруги: хроника геодезических пунктов»[яп.] (реж. Дайсаку Кимура[яп.])
- Лучший иностранный фильм: «Гран Торино» (реж. Клинт Иствуд )
- Лучший режиссёр: Мива Нисикава[яп.] (за фильм «Уважаемый доктор»[яп.])
- Лучший актёр: Цурубэ Сёфукутэй[яп.] (в фильме «Уважаемый доктор»)
- Лучшая актриса: Харука Аясэ (в фильме «Сиськастый волейбол»)
- Лучший актёр второго плана: Эйта[яп.] (в фильмах «Уважаемый доктор», «Жабий жир»[яп.], «Nakumonka»[яп.] и «Нодамэ Кантабиле: Финал»[яп.])
- Лучшая актриса второго плана: Кёко Фукада (в фильме «Яттермен»[яп.])
- Дебютанты года: актёр Масаки Окада[яп.] (в фильмах «Пьеро на трапеции»[яп.] и «Хонока Бой»[яп.]), режиссёр Дайсаку Кимура (в фильме «Гора Цуруги»)

### 53-я церемония награждения (за 2010 год)
- Лучший фильм: «Признания» (реж. Тэцуя Накасима[англ.])
- Лучший иностранный фильм: «Район № 9» (реж. Нил Бломкамп )
- Лучший режиссёр: Юя Исии[яп.] (за фильм «Савако решается»[англ.])
- Лучший актёр: Сатоси Цумабуки[англ.] (в фильме «Злодей»[англ.])
- Лучшая актриса: Синобу Тэрадзима (в фильме «Гусеница»[англ.])
- Лучший актёр второго плана: Рэндзи Исибаси[яп.] (в фильмах «Беспредел» и «Хороший муж»[яп.])
- Лучшая актриса второго плана: Ёсино Кимура[англ.] (в фильме «Признания»)
- Дебютанты года: Тома Икута (в фильме «Исповедь „неполноценного“ человека»[англ.]), Нанами Сакураба[яп.] (в фильмах «Последняя Тюсингура» и «Девочки-каллиграфы»[англ.])

### 54-я церемония награждения (за 2011 год)
- Лучший фильм: «Холодная рыба»[англ.], реж. Сион Соно
- Лучший иностранный фильм: «Чёрный лебедь» (Даррен Аронофски )
- Лучший режиссёр: Канэто Синдо (за фильм «Открытка»[англ.])
- Лучший актёр: Ютака Такэноути (в фильме «Оба: Последний самурай»[яп.])
- Лучшая актриса: Хироми Нагасаку[яп.] (в фильме «Цикада восьмого дня»[яп.])
- Лучший актёр второго плана: Юсукэ Исэя[англ.] (в фильмах «Завтрашний Джо»[яп.] и «Кайдзи 2»[яп.])
- Лучшая актриса второго плана: Масами Нагасава[англ.] (в фильме «Мотеки»[яп.])
- Дебютантка года: Мана Асида (в фильмах «Брошенная зайка»[англ.] и «Электричка Ханкю: Чудо за пятнадцать минут»[яп.])

### 55-я церемония награждения (за 2012 год)
- Лучший фильм: «Наша родина»[англ.], реж. Ян Ёнхи[англ.]
- Лучший иностранный фильм: «Отверженные» (Том Хупер )
- Лучший режиссёр: Кэндзи Утида[англ.] (за фильм «Ключ от жизни»[яп.])
- Лучший актёр: Хироси Абэ[англ.] (в фильмах «Крылья Кирина»[яп.], «Thermae Romae» / «Римские термы»[англ.], «Коготь ворона»[яп.])
- Лучшая актриса: Сакура Андо[англ.] (в фильме «Наша родина»)
- Лучший актёр второго плана: Арата Иура[англ.] (в фильме «Наша родина»)
- Лучшая актриса второго плана: Рёко Хиросуэ (в фильме «Ключ от жизни»)
- Дебютант года: Макита Спортс[яп.] (в фильме «Каторжный поезд»[яп.])

### 56-я церемония награждения (за 2013 год)
- Лучший фильм: «История Ёносуке» / «Ёносуке Ёкомити»[англ.], реж. Сюити Окита[яп.]
- Лучший иностранный фильм: «Гравитация» (Альфонсо Куарон )
- Лучший режиссёр: Тацуси Омори[яп.] (за фильмы «Botchan» и «Долина прощаний»[яп.])
- Лучший актёр: Кэнго Кора[яп.] (в фильме «История Ёносуке»)
- Лучшая актриса: Сиори Кандзия[яп.] (в фильме «Поцелуй»[яп.])
- Лучший актёр второго плана: Пьер Таки[яп.] (в фильмах «Kyōaku»[яп.], «Kujikenaide»[яп.] и «Каков отец, таков и сын»)
- Лучшая актриса второго плана: Фуми Никайдо[яп.] (в фильмах «Jigoku de naze warui?», «Человек-мозг»[яп.] и «Рецепт 45-го дня»[яп.])
- Дебютант года: Хару Куроки[яп.] (в фильмах «Fune o Amu», «Sōgen no isu»[яп.] и «Shanidāru no hana»)

### 57-я церемония награждения (за 2014 год)
- Лучший фильм: англ. Samurai Hustle, реж. Кацухидэ Мотоки[англ.]
- Лучший иностранный фильм: «Парни из Джерси» (Клинт Иствуд )
- Лучший режиссёр: Мипо О[англ.] (за фильм «Лишь здесь остался свет»[англ.])
- Лучший актёр: Таданобу Асано (в фильме «Мой мужчина»)
- Лучшая актриса: Сакура Андо (в фильмах «Полмиллиметра»[англ.] и «Любовь за 100 иен»[англ.])
- Лучший актёр второго плана: Сосукэ Икэмацу[англ.] (в фильмах «Бумажная луна»[англ.], «Umi wo kanjiru toki» и «Наша семья»[яп.])
- Лучшая актриса второго плана: Сатоми Кобаяси[англ.] (в фильме «Бумажная луна»)
- Дебютант года: Фука Косиба[яп.] (в фильме «Служба доставки Кики»)

### 58-я церемония награждения (за 2015 год)
- Лучший фильм: «Самый длинный день Японии»[яп.], реж. Масато Харада
- Лучший иностранный фильм: «Безумный Макс: Дорога ярости» (Джордж Миллер )
- Лучший режиссёр: Рёсукэ Хасигути[англ.] (за фильм «Три истории любви»[англ.])
- Лучший актёр: Ё Оидзуми[англ.] (в фильме «Kakekomi Onna to Kakedashi Otoko»[яп.])
- Лучшая актриса: Касуми Аримура (в фильмах «Ослеплена тобой!»[яп.] и «Двоечница-гяру»[англ.])
- Лучший актёр второго плана: Масахиро Мотоки (в фильмах «Самый длинный день Японии» и «Tenkū no hachi»[яп.])
- Лучшая актриса второго плана: Ё Ёсида[англ.] (в фильмах «Двоечница-гяру», «Ядовитая ягода у меня в голове»[яп.] и «Ai wo tsumu hito»[яп.])
- Дебютант года: Анна Исии[яп.] (в фильмах «Girls step»[яп.] и «Лжесвидетельство Соломона»[яп.])

### 59-я церемония награждения (за 2016 год)
- Лучший фильм: «Годзилла: Возрождение», реж. Хидэаки Анно и Синдзи Хигути
- Лучший иностранный фильм: «Изгой-один. Звёздные войны: Истории» (Гарет Эдвардс )
- Лучший режиссёр: Сунао Катабути[англ.] (за аниме-фильм «В этом уголке мира»)
- Лучший актёр: Кэнъити Мацуяма (в фильмах «Юность Сатоси»[англ.] и Chin'yūki)
- Лучшая актриса: Синобу Отакэ[англ.] (в фильме «Бизнес Чёрной Вдовы»[англ.])
- Лучший актёр второго плана: Лили Фрэнки[англ.] (в фильмах «Сенсация!»[англ.] и «Юность Сатоси»)
- Лучшая актриса второго плана: Хана Сугисаки[англ.]  (в фильме «Её любовь кипятит воду»)
- Дебютант года: Идзуми Окамура (в фильме «Пробудившийся от гипнопедии»)

### 60-я церемония награждения (за 2017 год)
- Лучший фильм: «Ох, дикость»[англ.], реж. Ёсиюки Киси
- Лучший иностранный фильм: «Скрытые фигуры» (Теодор Мелфи[англ.] )
- Лучший режиссёр: Кадзуя Сираиси[англ.] (за фильм «Птицы, которых она никогда не знала»[англ.])
- Лучший актёр: Садао Абэ[англ.] (в фильме «Птицы, которых она никогда не знала»)
- Лучшая актриса: Юи Арагаки (в фильме «Микст»[англ.])
- Лучший актёр второго плана: Юсукэ Сантамария[англ.] (в фильме «Ох, дикость»)
- Лучшая актриса второго плана: Юки Сайто[англ.]  (в фильме «Третье убийство»)
- Дебютант года: Сидзука Исибаси[англ.] (в фильме «Небо ночью всегда густого синего цвета»)

### 61-я церемония награждения (за 2018 год)
- Лучший фильм: «Зомби одним планом!», реж. Синъитиро Уэда
- Лучший иностранный фильм: «Богемская рапсодия» (Брайан Сингер и Декстер Флетчер )
- Лучший режиссёр: Кадзуя Сираиси[англ.] (за фильм «Кровь волка-одиночки»[англ.])
- Лучший актёр: Хироси Тати[англ.] (в фильме «Конченый человек»)
- Лучшая актриса: Муги Кадоваки[англ.] (в фильме «Посмей нас остановить»)
- Лучший актёр второго плана: Тори Мацудзака (в фильме «Кровь волка-одиночки»)
- Лучшая актриса второго плана: Маю Мацуока[англ.] (в фильмах «Магазинные воришки» и «Тихаяфуру. Финал»)
- Дебютант года: Сара Минами (в фильме «Сино не может сказать своё имя»)

### 62-я церемония награждения (за 2019 год)[4]
- Лучший фильм: «Свози меня в Сайтаму»[англ.], реж. Хидэки Такэути
- Лучший иностранный фильм: «Джокер» (Тодд Филлипс )
- Лучший режиссёр: (за фильм)
- Лучший актёр: (в фильме)
- Лучшая актриса: (в фильме)
- Лучший актёр второго плана: (в фильме)
- Лучшая актриса второго плана: (в фильмах)
- Дебютант года: (в фильме)

### 63-я церемония награждения (за 2020 год)[5]
- Лучший фильм: «Фукусима», реж. Сэцуро Вакамацу[англ.]
- Лучший иностранный фильм: «Паразиты» (Пон Джун Хо )
- Лучший режиссёр: (за фильм)
- Лучший актёр: (в фильме)
- Лучшая актриса: (в фильме)
- Лучший актёр второго плана: (в фильме)
- Лучшая актриса второго плана: (в фильмах)
- Дебютант года: (в фильме)

### 64-я церемония награждения (за 2021 год)[6]
- Лучший фильм: «Кровь волка-одиночки 2»[англ.], реж. Кадзуя Сираиси[англ.]
- Лучший иностранный фильм: «Не время умирать» (Кэри Фукунага )
- Лучший режиссёр: (за фильм)
- Лучший актёр: (в фильме)
- Лучшая актриса: (в фильме)
- Лучший актёр второго плана: (в фильме)
- Лучшая актриса второго плана: (в фильмах)
- Дебютант года: (в фильме)

### 65-я церемония награждения (за 2022 год)[7]
- Лучший фильм: «Некий мужчина»[англ.], реж. Кэй Исикава[яп.]
- Лучший иностранный фильм: «Топ Ган: Мэверик» (Джозеф Косински )
- Лучший режиссёр: (за фильм)
- Лучший актёр: (в фильме)
- Лучшая актриса: (в фильме)
- Лучший актёр второго плана: (в фильме)
- Лучшая актриса второго плана: (в фильмах)
- Дебютант года: (в фильме)

### 66-я церемония награждения (за 2023 год)[8]
- Лучший фильм: «Годзилла: Минус один», реж. Такаси Ямадзаки[англ.]
- Лучший иностранный фильм: "Братья Супер Марио в кино" (Аарон Хорват[англ.] и Майкл Еленик[англ.] )
- Лучший режиссёр: (за фильм)
- Лучший актёр: Рюносукэ Камики[англ.] (в фильме «Годзилла: Минус один»)
- Лучшая актриса: (в фильме)
- Лучший актёр второго плана: (в фильме)
- Лучшая актриса второго плана: (в фильмах)
- Дебютант года: (в фильме)